# Waldmayer Márton Károly
Waldmayer Márton Károly (Kőszeg (Vas megye), 1809. október 8. – Kőszeg, 1859. január 13.) Szent Benedek-rendi áldozópap és tanár.

## Élete
1826. október 16-án lépett a rendbe. Pannonhalmán végezte a teológiai tanulmányait. 1831. április 7-én szerzetesi fogadalmat tett, 1834. július 20-án pappá szentelték. 1834-35-ben hitszónok volt Pannonhalmán, 1835-39-ben tanár a pápai gimnáziumban, 1839-től 1857-ig Kőszegen; ettől kezdve ugyanott lelkiatyaként élt. 1858–59-ben könyvtáros is volt.
Cikkeket írt a Kath. Christbe (1851. 41., 49. sz.) és a Religióba (1854. I. 1. sz.).

## Munkái
- Herzenstöne zur Anbetung des allerheiligsten Altarssakramentes und zur Verehrung der Heiligen Gottes. Güns, 1845.
- Egyházi ének Magyarország védszenteihez. Szombathely, 1854.